# 西恩特里里乌斯
西恩特里里乌斯是巴西巴拉那州的一个市镇。总面积122.071平方公里，总人口4043人，人口密度33.1人/平方公里。